# Molophilus gubara
Molophilus gubara là một loài ruồi trong họ Limoniidae. Chúng phân bố ở miền Australasia.